# Theodor Roemer

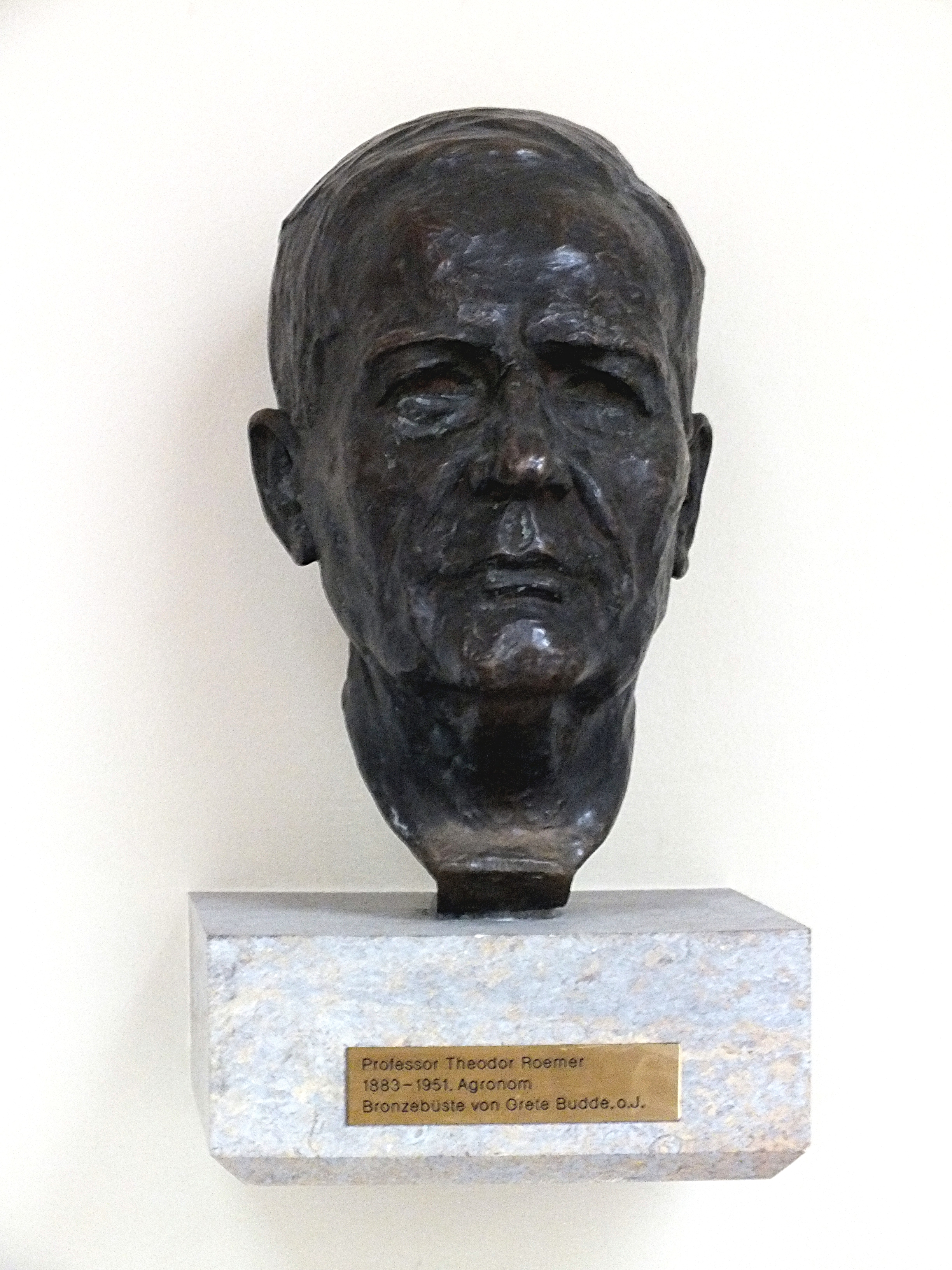
Theodor Roemer

Theodor Roemer, född 1883, död 1951, var en tysk agronom. Han skapade nya sorter av grödor. Han skrev många vetenskapliga böcker. 